# Puntius hexazona
Puntius hexazona är en fiskart som först beskrevs av Weber och De Beaufort 1912.  Puntius hexazona ingår i släktet Puntius och familjen karpfiskar. Inga underarter finns listade i Catalogue of Life.